# 拉尔斯·拉德贝克
拉尔斯·拉德贝克（瑞典語：Lars "Lasse" Lagerbäck， [laːʂ 'lɑsɛ 'laːgɛrbɛk]，1948年7月16日—）瑞典前職業足球運動員，現為足球教練。

## 生平
拿格碧克的足球事業發展平平，只效力阿尔比和吉蒙纳斯。1977年，拿格碧克轉為擔任足球教練，他在基拉福斯開始執教，之後又執教阿卜拉和胡迪斯瓦尔。
1990年，拿格碧克進入瑞典足球協會任青年隊教練，1995年成為瑞典二隊主教練，1998年擔任瑞典主教練汤米·索德伯格（Tommy Söderberg）的副手。
2000年瑞典改行雙主教練制，升任拿格碧克為主教練，與蘇達貝治聯合執教瑞典國家足球隊，雖然二人合作並不愉快，但仍帶領瑞典取得不俗成績，包括打入2002年世界盃決賽圈，於十六強被塞內加爾擊敗出局。2004年歐洲國家盃，瑞典進入了半準決賽，可惜在互射十二碼敗於荷蘭隊。賽後，蘇達貝治決定離任，令拿格碧克終於可以獨自統領瑞典國家隊。
2006年世界盃是拿格碧克首個獨自執教後的大賽，瑞典成功以第二名出線，但其後不敵主隊德國隊出局。
2008年，拿格碧克帶領國家隊參加2008年歐洲國家盃決賽圈，是瑞典創紀錄地連續第5次參加國際大賽。
2011-2016年執教冰岛國家足球隊。

## 外部連結
- cn.uefa.com2008年歐洲國家盃 官方網頁 拿格碧克資料